# Artavasdes V d'Armènia
Artavasdes va ser un príncep artàxida, de filiació incerta (probablement germà de Tigranes IV d'Armènia), protegit dels Parts, que després de la fugida de la reina Erato d'Armènia l'any 1 va intentar ocupar el tron, però els romans es van imposar l'any 2. Estagira i alguna ciutat que li restava fidel va haver de ser sotmesa pels romans l'any 3.
Artavasdes hauria de ser Artavasdes V, tot i que realment mai no va ser coronat com a rei d'Armènia i generalment no se'l inclou a les llistes de reis.